# 吉隆坡—新加坡高速铁路
吉隆坡—新加坡高速铁路（简称隆新高铁、新隆高铁、马新高铁或新马高铁）是一条拟建的高速铁路，将连接马来西亚首都吉隆坡和新加坡。杨忠礼集团曾在1990年代末期和2006年提出修建高铁的计划，但是都因为经济原因而搁置。及至2010年，马来西亚首相纳吉·阿都拉萨启动经济转型执行方案后，马来西亚政府打算修建一条高铁，连接吉隆坡和新加坡。两国领导人在2013年1月举行会晤期间同意修建这条高速铁路线，并于2016年签署双边协议，推动高铁项目。2018年马来西亚大选实现政党轮替之后，马来西亚政府因为经济原因决定把高铁项目展延两年。后来两国未能达成协议，原有协议则在2021年宣告终止。2023年，時任馬來西亞首相安华·依布拉欣表示有意恢復該計劃。
按照原计划，这条高铁将连接吉隆坡和新加坡，计划在布城、森美兰、马六甲和柔佛设立中途站，预计于2020年动工，并于2031年或之前落成。通车后，乘客乘搭高铁来往吉隆坡和新加坡，只需1小时30分钟。

## 历史

### 构思阶段
1998年吉隆坡机场快铁通车之后，拥有机场快铁公司一半股权的马来西亚建筑公司杨忠礼集团曾向时任马来西亚首相马哈迪·莫哈末提议兴建一条连接新加坡和吉隆坡的高速铁路，但是马哈迪没有接纳他们的意见。报导指出，当时马来西亚受到亚洲金融风暴冲击，而马来西亚—新加坡关系也欠佳，因此马哈迪拒绝了这个提议；这样做也能保护马来西亚的汽车工业，使之免受高铁建设的影响。
杨忠礼集团又在2006年重新提出上述计划。根据当时的计划，如果政府准许杨忠礼集团兴建高铁，他们会到日本、德国和法国这些拥有高铁技术的国家筹募建设资金，并建设一条连接吉隆坡和新加坡的标准轨高速铁路，建设成本为80亿令吉；高铁落成后列车运行时速可达350公里，民众从吉隆坡前往新加坡只需1小时30分钟，比驾车、乘坐飞机和长途客车还要快，车费也比乘搭飞机便宜。德国铁路车辆生产商西门子公司称，该公司有意把西門子Velaro电力动车组（最高运行时速达350公里）输出到马来西亚，作为马新高铁的运行车辆。那时杨忠礼集团主席丹斯里杨肃斌有信心高铁计划会上马，而JP摩根也指出，高铁计划的法规问题已经解决，而修建高铁的考虑因素在于依斯干达特区的发展对此有何作用。2008年1月，马来西亚交通部长拿督斯里陈广才说政府还没就高铁建设问题作出最后决定，他又说就算高铁真的上马，也只会是一条宽轨铁路，列车运行时速可达350公里，意味着高铁不可能成为机场快铁（采用标准轨距）的延伸线。3个月后，大马副首相纳吉·阿都拉萨则强调，高铁建设的成本和风险将由私人投资者承担。
时任马来西亚首相阿都拉·巴达威初时也有意实行这个计划，马来西亚当局也在2007年表示正研究高铁建设计划的可行性；但是杨忠礼集团不能使他下定建设高铁的决心。马来西亚政府在2008年以高铁建设成本过于高昂为由，宣布搁置高铁建设计划。当地的媒体分析指，高铁计划触礁的原因是当时马来西亚大选临近，政局不稳定，国营铁路公司马来亚铁道反对修建高铁，高铁对吉隆坡国际机场交通枢纽地位的影响也使人担忧。及至2009年，传媒又报道杨忠礼集团考虑重启高铁计划。他们这次建议沿着马来西亚半岛海岸线架设高铁轨道，而不是把现有铁道线改造为高速铁路线。
纳吉·阿都拉萨就任马来西亚首相后，马来西亚政府在2010年启动了经济转型执行方案，目标是使马来西亚能在2020年的时候成为一个高收入国家。大吉隆坡/巴生谷是该方案指定的「国家关键经济领域」之一，而这个领域的「启动计划3」则明确表明要建设一条高铁连接吉隆坡和新加坡，并估计高铁计划会使马来西亚的国民总收入增加62亿令吉，又能创造28700个职位。马来西亚政府在2010年底研究兴建高铁的好处和坏处，又在2011年1月进行另一次详细的研究，研究高铁的概念性细节。当时马来西亚的华文媒体曾报道，马新高铁也会通往槟城，但是经济转型执行方案大吉隆坡实验室的人员随即否认，表示他们只是建议修建一条高铁连接吉隆坡和新加坡，高铁计划的细节尚未确定，高铁不一定会通往檳城。

### 原计划（2013—2021）
虽然马来西亚首相署副部长在2012年表示当局无意修建马新高铁，但是在2013年2月19日，纳吉和新加坡总理李显龙在新加坡香格里拉大酒店举行会谈，并议定在2020年之前修建一条连接吉隆坡和新加坡的高速铁路。两国领导人同意让马来西亚的依斯干达特区部长级联合委员会负责探讨高铁计划的详情（例如高铁的走线）。安倍晋三在当年7月访问马来西亚，和纳吉会晤后表示日本会和马来西亚合作发展高新科技，而高铁则是合作范畴之一；日本会为马来西亚提供高铁技术。马来西亚政府则于当年9月前后完成隆新高铁的工程技術研究和可行性研究报告，并和新加坡政府商讨高铁建设工程的收地事宜。两国宣布高铁计划的细节将于2014年年底确定。
在新加坡，陆路交通管理局在2014年4月为隆新高铁新加坡段的可行性研究招标，探讨新加坡高铁的走线和技术可行性。马来西亚政府也在2015年9月成立一个隶属财政部的私人公司——马来西亚高铁公司（MyHSR Corp），负责高铁在马来西亚的建设工程，以及马来西亚国内高铁沿线资产的管理。马来西亚高铁机构曾经为高铁工程的采购阶段和建设阶段作出准备，并向世界各地高铁系统的管理者和运营商进行咨询。
馬來西亞和新加坡政府先后在2016年7月19日和同年12月13日签订馬新高鐵项目的備忘錄和双边协定，确定高铁项目的细节。根据这两份文件，高铁工程将于2018年动工，由马新两国各自负责，预计在2026年前落成通车。另外，陆交局在2017年2月委任AECOM为新隆高铁新加坡段工程进行设计工作，马来西亚高铁公司也在2018年委任两家财团担任项目交付伙伴，负责设计和进行土建工程，北段工程（吉隆坡－马六甲）原定由马资源-金务大有限公司财团负责，南段工程（柔佛）原定由杨忠礼-TH产业财团负责。WSL工程、莫特·麦克唐纳公司和安永则负责为新隆高铁提供项目管理支援服务，以及制定技术标准。
2018年马来西亚大选实现政党轮替之后，胜选的希望联盟筹组新一届政府，马哈迪再次担任首相。希盟政府上台后发现纳吉政府积累的债务已经超过1兆令吉，因此宣布将检讨纳吉政府推出的大型基建项目。马哈迪在同年5月28日决定取消隆新高铁项目，原因是高铁项目耗费巨大，对马来西亚却没有利益。到6月的时候，马哈迪改变说法，说隆新高铁是展延而不是取消。马来西亚和新加坡在9月签订协议，决定把高铁项目展延到2020年5月31日，把高铁的通车日期延迟到2031年1月1日或之前，取消高铁资产管理者（AssetCo）的招标程序，并决定由马来西亚政府承担总值1500万新加坡元的展延费用。2020年5月31日，新加坡和马来西亚政府同意把重启项目的期限延至同年12月31日，以讨论马来西亚提出的修改建议。同年11月，网络媒体《自由今日大马》引述消息人士称，马来西亚政府计划独自兴建高铁，把线路从新加坡裕廊东缩短到柔佛新山。

#### 终止
最终两国未能达成协议，因此协议在2021年1月1日失效后，新隆高铁项目确定终止，马来西亚政府将向新加坡政府赔偿1亿零281万5576新加坡元（3亿2027万0519令吉24仙）。马来西亚首相署部长（经济事务）慕斯达法·莫哈末称，这是因为原有协议在经济上不再可行，而马新两国未能就慕尤丁政府提出修改项目的结构、路线和车站设计的建议达成一致，並表示马来西亚政府接下来将展开研究，探讨建设国内高铁的可行性。新加坡交通部长王乙康则在回应国会质询时表示，新加坡政府已为新隆高铁项目投入超过2亿7000万新加坡元的资金，而项目告吹的主因是马来西亚提出取消资产管理者，但新加坡认为此举违反协议，予以拒绝。同年年底马来西亚前首相慕尤丁解释道，2020年上台的国民联盟政府取消隆新高铁项目，是因为纳吉政府与新加坡签署的协议存有偏颇的条款，使新加坡可以通过控制资产管理者，干涉国家战略基础设施的项目，侵犯马来西亚的主权。

### 计划重启
2021年11月，马来西亚首相依斯迈沙比里在访问新加坡时提议重启隆新高铁项目，李显龙则表示虽然原计划已告一段落，但对新提案持开放态度。12月时，慕斯达法·莫哈末表示关于重启高铁的讨论处于初步阶段，又表示马来西亚已完成国内高铁的可行性研究，研究结果发现兴建吉隆坡—新山高铁是一项能够促进两地交通往来的重要基建，但时任民主行动党秘书长林冠英认为该项目没有吉隆坡—新加坡高铁那么可行。慕尤丁于2022年初表态支持依斯迈沙比里的主张（但表示不一定需要新加坡参与），同时马来西亚政府开始探讨于2016年9月提出，把隆新高铁延伸到泰国的提案。同年8月，依斯迈沙比里表示马来西亚希望“尽快”重启高铁工程，但须更改细节条款；又希望隆新高铁最终可以连接中国大陆的高铁网络。
2022年团结政府上台后，2023年7月11日，马来西亚高铁公司发出信息征询书，向私人界和企业征求合作建设和营运隆新高铁的方案，为重启高铁项目铺路，有关程序已于2024年1月完成，结果共接获7份信息征询书。2023年12月末，马来西亚首相安华·依布拉欣表示马来西亚政府原则上同意重启隆新高鐵計劃，他认为當初停建高铁的決定令人费解，又建议借助私人界降低建设成本；于2024年1月底接任马来西亚国家元首的柔佛苏丹苏丹依布拉欣·依斯迈也同意重启高铁项目。

## 参与企业
纳吉在2013年表示，隆新高铁工程的招标程序具有透明度，让世界各地的铁路公司同时参与竞标。2017年12月，马来西亚高铁公司和陆交局属下的新加坡高铁公司为新隆高铁的资产管理者进行招标，得标者将负责高速铁路的设计、建造、融资与维修工作，参与竞标的财团来自马来西亚、新加坡、中国大陆、日本、韩国和欧洲国家。本次招标原定于2018年12月公布结果，最后却因为高铁项目延期而取消。2024年1月，马来西亚高铁公司宣布共有7个财团递交信息征询书，但没有公开财团或参与企业的名称；上述财团由31家企业组成。待内阁批准后，计划将以政府和社会资本合作模式进行，获选财团需负责设计、注资、兴建、营运高铁，再把高铁移交给政府。马来西亚政府计划在信息征询书收集程序结束后数个月内公布候选名单，再与新加坡展开全面的谈判。
已递交信息征询书的企業包括：
- “隆新高铁大联盟”——由成功铁道牵头，其他成员包括怡保工程（英语：IJM Corporation）和马来亚铁道，其技术团队则由意大利日立轨道STS、韩国现代乐铁及德国德铁工程与谘询组成[61]。马资源原为该联盟成员，后于2024年12月决定退出[62]。
- 杨忠礼集团；
- 中国铁路总公司。

有意参加新隆高铁项目的企业还包括金务大、双威建筑、WCT控股和马矿业。旧计划进行期间，马来西亚政联公司UEM集团、Hartasuma、法国阿尔斯通、德国西门子公司、西班牙的鐵路建設和協助公司和塔爾高、加拿大庞巴迪运输、韩国的浦项钢铁和美国的通用电气亦表示对新隆高铁项目有兴趣。同样的还有日本的JR东日本和住友集團，但后来他们认为高铁项目未获馬來西亞政府承诺注资或担保，风险太大，故于2024年退出计划。

## 路線資料
2013年马新两国首脑会谈结束后，纳吉在新闻发布会中表示，高铁落成后，乘搭高铁从吉隆坡到新加坡只需90分钟，生意人可以在一日内往来于两国之间，增进两国人民的交流往来；但是他没有宣布高铁的造价，以免模糊焦点。不过，有上议员揣测，高铁长度建造成本将达80亿至140亿令吉。
马来西亚高铁公司的环评报告指出，隆新高铁全长327.7公里，其中全长15公里的新加坡段以地下隧道为主，全长335公里的马来西亚段估计以高架线路居多。途经橡胶园、油棕园和小园主农业地的路段占70至80%，最长的高架桥长38公里。高铁将连接位于吉隆坡新街场空军基地旧址马来西亚城的吉隆坡终站和位于裕廊东（裕廊乡村俱乐部原址）的新加坡终站，并于布城、森美兰芙蓉市、马六甲爱极乐、柔佛麻坡、峇株巴辖和依斯干达公主城设立中途站；高铁将通过一座横跨柔佛海峡的大桥从马来西亚驶往新加坡。
国盟政府在2020年曾提议把终站移动到吉隆坡国际机场，连接原有的机场快铁，原因是在原计划下，高铁乘客抵达吉隆坡后，尚需换乘机场快铁等交通工具前往机场，不甚方便，而把终站设在吉隆坡机场后，一方面能增加吉隆坡机场的客流量，一方面也能吸引游览新加坡的旅客乘坐高铁到马来西亚半岛地区旅游。但衔接机场快铁需要解决列车系统制式、时速不一致等技术问题，《透视大马》则报道称新加坡以威胁该国航空业为由，拒绝该提议。柔佛苏丹依布拉欣则于2023年12月提议在依斯干达公主城和新加坡之间增设森林城市站。
公交会主席赛哈密曾在2013年表示，隆新高铁的时速可达350公里，每小时发一班车。馬新高鐵通車後將開設三種路線：接駁吉隆坡和新加坡的快捷直达服务、大馬國內線和新柔接駁線。马来西亚和新加坡会借由联合招标选出快捷線和接駁線的运营商，而大马政府也会独自招标，选出大馬國內線的运营商。高铁的票价水平将由运营商自行决定。

### 車站
| 车站代码 | 车站名称         | 位置                   | 站台形式 | 快捷直达 | 接驳 | 境内 | 備註 |
| KL       | 吉隆坡           | 马来西亚城             | 岛和侧   | ●        |      | ●    | 设有马、新两国的关税、移民及检疫设施，跨境服务的乘客必须在此完成所有出入境手续。转乘12 布城线（建设中）、13 环状线（规划中）     |
| PU       | 万宜－布城       | 甘榜拿督阿布峇卡峇京达 | 侧       |          |      | ●    | 转乘14 布城单轨/电车（规划中）                                                                                                   |
| SE       | 芙蓉             | 拉務                   | 岛       |          |      | ●    | 轉乘馬來亞鐵路1 芙蓉线、 ETS 電動火車                                                                                            |
| AK       | 愛極樂           | 爱极乐                 | 侧       |          |      | ●    | |
| MU       | 麻坡             | 巴莪大学城             | 侧       |          |      | ●    | |
| BP       | 峇株巴轄         | 四加亭旺金城           | 侧       |          |      | ●    | |
| IP       | 依斯干達公主城   | 努沙再也门户           | 岛和侧   |          | ●    | ●    | 设有马、新两国的关税、移民及检疫设施，跨境服务的乘客必须在此完成所有出入境手续。                                                 |
|          | 森林城市（增设） | 森林城市               |          |          |      |      | |
| SG       | 新加坡           | 裕廊东                 |          | ●        | ●    |      | 设有马、新两国的关税、移民及检疫设施，跨境服务的乘客必须在此完成所有出入境手续。转乘南北地铁线、东西地铁线、裕廊区域线（规划中） |

## 外部連結
- 馬來西亞高鐵機構網站（页面存档备份，存于）
- 车站位置说明图（新加坡陆路交通管理局编制）